# ریو (اسپانیا)
ریو (به اسپانیایی: Rello) یک دهستان در اسپانیا است که در سریا واقع شده‌است.

## خصوصیات
ریو ۲۴ کیلومترمربع مساحت و ۳۳ نفر جمعیت دارد.